# آگوست گونپین
آگوست گونپین (انگلیسی: Auguste Guenepin; ۱۷ ژوئن ۱۷۸۰ – ۵ مارس ۱۸۴۲) معمار اهل فرانسه بود.
وی همچنین برندهٔ جوایزی همچون لژیون دونور (شوالیه) و جایزه بزرگ رم شده‌است.